# Efektová jednotka
Efektová jednotka je v audiotechnice přístroj nebo zařízení, které zpracovává a mění vstupní zvukový signál, například jej obohacuje o různé efekty (odtud název). To lze provést např. mechanicky nebo elektronicky.

## Typy efektových jednotek
K základním typům efektových jednotek patří:
- Kompresor/expander – používá se pro změnu dynamiky signálu. Kompresor omezuje horní špičky v signálu, naopak expander vyrovnává slabší signál a zesiluje ho.
- Gate (brána) – udržuje uzavřenou signálovou cestu, dokud vstupní signál nepřesáhne určený práh (treshold).
- Delay – zpozdí signál o určený čas.
- Dozvuková jednotka – přidá k signálu dozvuk prostoru (místnosti). Používá se pro zpěv, ale i pro akustické nástroje (bicí, kytara).

Mezi firmy, které vyrábějí efektové procesory, patří Lexicon, DBX, Behringer.